# 王天仁
王天仁（英語：Wong Tin Yan，1978年1月28日—），香港藝術家，居於荔景，前葵青區議會荔景選區議員，香港民主派人士，組織葵青傳承成員。王天仁擅長以卡板作木雕塑，在2000年於香港中文大學藝術系畢業，其作品曾兩度入選香港藝術雙年展，亦被香港藝術館收藏。他亦是全球首位於地鐵展覽列車中舉行展覽的藝術家。王天仁也是深水埗大南街藝文創意空間「合舍」的負責人。反對逃犯條例修訂草案運動爆發後，王天仁在2019年6月決定參與當年的區議會選舉，成為「自由系」的成員之一，並在同年8月聯同葵青區內多名民主派政治素人成立組織「葵青傳承」，並擊敗時任葵青區議會副主席、資深區議員周奕希而當選。王天仁因香港政府在2021年強制要求區議員宣誓而於當年7月9日辭去其議席，並表示在卸任區議員後會重投藝術和教育方面的工作。

## 藝術

### 早年
王天仁於香港中文大學就讀藝術系，師從呂振光、黃國才等人。2000年，王天仁畢業於香港中文大學藝術系。其作品曾於2001年和2003年入選香港藝術雙年展。早年曾在火炭租用工廠大廈單位創作。他曾在2011年接受《太陽報》採訪時表示，兒童畫室創作總監是他的正職，而藝術創作是其副業。2006年，地鐵公司推出全球首創的大型流動展覽箱作藝術展覽，並邀請當時剛在葵青劇院舉辦木製模形展覽的王天仁在流動展覽列車展出其藝術品，王天仁也由此成為全球首次於地鐵展覽列車中舉行展覽的藝術家。

### 經營綜合藝術場地「合舍」

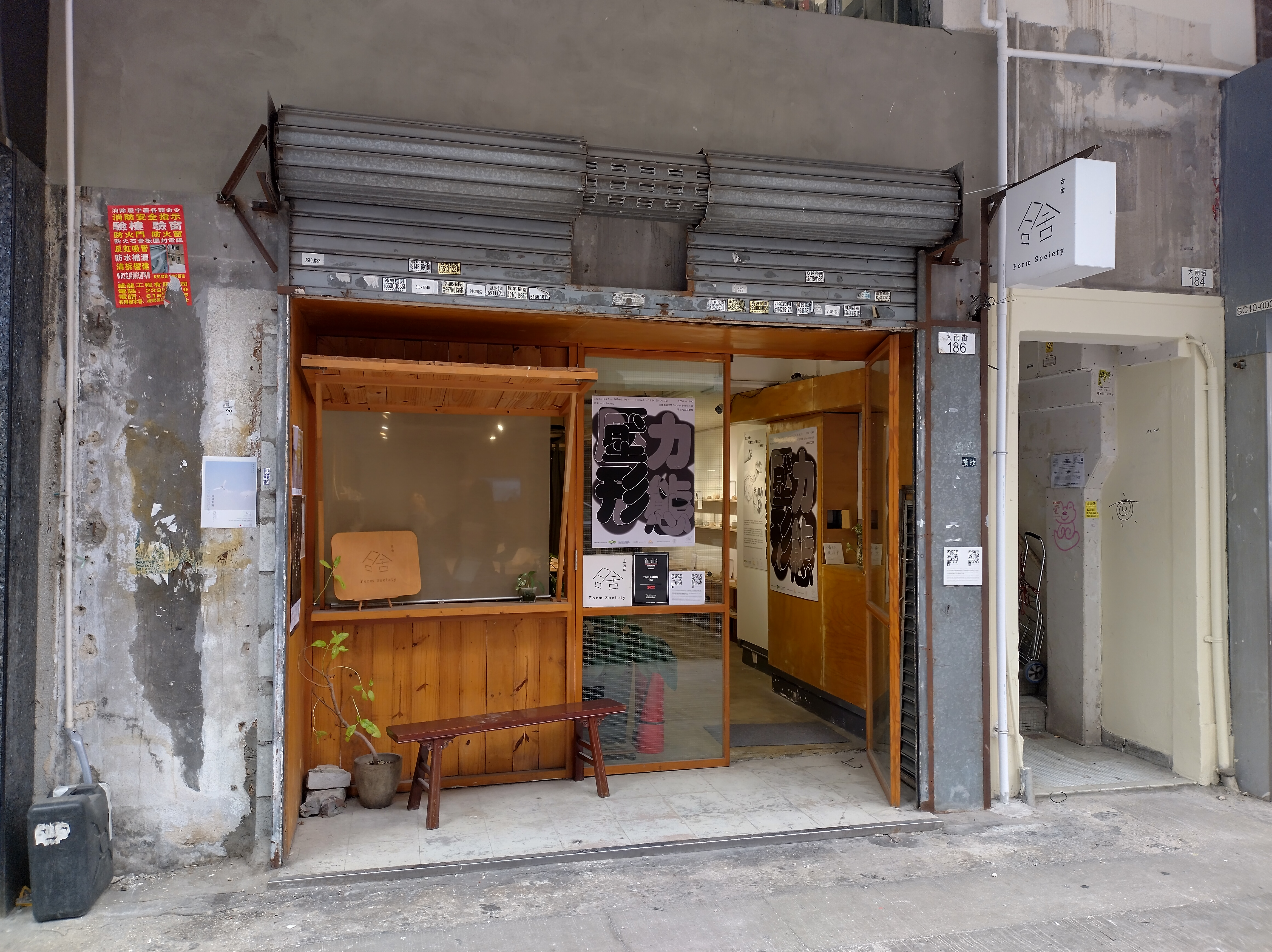
位於深水埗大南街的「合舍」

雨傘運動過後，王天仁遇上大南街的一個舖位，又遇到想租借一個地方的新媒體藝術家林欣傑，王天仁藉此契機開始經營「合舍」。他發現街上有不少空置商舖，其後發現大南街的租金一直低於市價，結果他一口氣簽下三年租約。王天仁在後來接受自由亚洲电台訪問時表示，當時香港藝文圈的環境遭受愈來愈多不同形式的壓迫，使藝文項目的政府資助容易被取消，而這使他意識到藝文圈需要建立自己的話語權，並由此萌生出租借一個地方作為綜合藝術場地的想法。王天仁先租了地舖連閣樓，然後將閣樓分租給林欣傑作唱片店和工作室，分擔一部分的租金。另外部分的租金，就靠短期租借「合舍」地舖的空間予不同的團體來舉辦活動和展覽。除了外租空間，「合舍」還會「分租」項目，共同籌辦活動，例如「修物生活」和「酒精沙龍」等。「合舍」亦夥同大南街的其他商戶辦「大南學堂」。雖然「合舍」未能收支平衡，但是「合舍」仍然是大南街藝文商店的「開荒牛」。在承租地舖當日，許多人都提醒王天仁以地舖舉辦文藝事業會帶來嚴重虧損，並建議買賣飲食以分擔租金，因此王天仁從規劃合舍的首天即在樓梯下設置小廚房，惟由於王天仁要求進駐者須為「初創的、有特定理念想要實踐的」食藝品牌，小廚房在三年後方由Alive與moono兩個全素食包點、糕點品牌進駐。2023年2月，王天仁預告合舍於2024年3月正式結業。

### 藝術創作與風格
王天仁擅於製作動物雕塑，並一直採用捡拾回來的棄置木材（例如運貨的卡板）為創作材料，製作木雕作品。他表示，他一開始以棄置木作藝術創作的原因就是他花不起錢去買其他創作材料，而由於棄置木是免費的，他的畢業作品也就起用從街上拾回來的木卡板。王天仁將別人棄置的卡板檢拾到工作室，並以傳統榫卯，再加以螺絲組裝，拼砌出一系列卡通動物造型的木雕作品。由於王天仁甚為欣賞原始的木紋，他的作品極力保留着木材應有的原始感覺，他更曾拒絕合作者向他提出為作品添上色彩的要求。
王天仁的藝術作品具有卡通造型，給予人一種親切生動的感覺，也有童真的味道。王天仁的藝術作品以動物為題材，例如大水牛、小雞、鴨子、八爪魚等，不過由於他對昆蟲沒有好感，他甚少創作昆蟲相關的題材的作品。不同於一般的藝術展品，王天仁的藝術展品可以讓觀眾任意觸摸，例如他在2012年與銅鑼灣時代廣場合作舉辦的《廢木農莊》展覽的展品，以及2016年香港文物探知館的《不翼而飛》藝術教育展覽中的展品「大鵬鳥」。他表示，這能夠最直接了解觀眾的喜好。
王天仁非常重視立體創作，並認為加強雙手的訓練、顧及更多材料和工具，並觸類旁通地認識空間、結構和物料等可以讓藝術創作者獲得更大的成功感。此外，他也強調提出疑問與抱持好奇心對人的重要性。2020年，王天仁開始參與M+博物館的「M+敢探號」項目，並獲委約創作展覽《拾萬個為什麼？》，展出各式各樣以錘子、橡皮筋與萬字夾等日常用品為素材的雕塑與裝置作品，並於當年7月19日與25日先行在沙田大會堂廣場進行兩次社區巡迴展覽。受2019冠狀病毒病疫情影響，香港的學校實行停課安排，使M+博物館的公眾活動連帶取消，王天仁遂以其作品為基礎創作一系列短片，於網上平台與觀眾分享計劃的內容，直至翌年6月24日方於西九文化區Harbourside Deck恢復實物展覽，直至同年11月下旬。

## 政治

### 參選區議員
反對逃犯條例修訂草案運動爆發後，王天仁在2019年6月決定參與當年的區議會選舉，挑戰已在荔景區連任多年的時任區議員周奕希。他接受《報導者》採訪時表示，他雖然從來不曾參與政治工作，但是為了做一個榜樣給他的女兒看，以及出於身為香港人的自覺，他認為參選能起到參與並一點點改變社會的效果。王天仁形容由1988年開始已連任七屆、三十余年的周奕希“不是大奸大惡的人”，但是王天仁對於周奕希由民主黨黨員到新思維成員，再到新界社團聯會名譽顧問的政黨背景轉變感到疑惑，並有著葵青區議會資源將向建制派傾側的擔憂。王天仁亦質疑，荔景區三十年來是否只有老人、醫療福利問題。
8月7日，王天仁與同屬葵青區的蔡雅文、屬荃灣區的劉肇軒、謝旻澤、屬深水埗區的林倩同、冼錦豪、屬沙田區的楊思健、廖栢康共八個當時正考慮參選區議會者向港鐵請願及遞交公開信。他們指，連串發生在港鐵站的衝突令人擔心乘港鐵時的安全，要求港鐵透過車站的閉路電視片交代真相，解釋為何港鐵在7月21日及27日於元朗站發生的衝突中未有適時處理及保護乘客，以及香港警務處在7月27日於該站內使用胡椒噴霧時，為何未有安排列車疏散市民，並促請港鐵誠實地檢討事件，向傷者、公眾及受影響的港鐵員工公開道歉。他們也同時要求港鐵為前線員工提供清晰指引以確保未來不會有同樣的失當處理，及在沒有證據證明乘客違法時保證不會向任何機構提供乘客的交通紀錄及個人資料。
王天仁後來成為「自由系」的成員之一，並在在網上平台認識三位在青衣服務的政治素人張文龍、王振霖及郭子健，成立組織「葵青傳承」。中秋節時，王天仁親手製作了一個與人一樣高的玉兔，並在荔景區內舉行「玉兔快閃活動」，推著發光白兔緩緩走在荔景區的街道上，與茘景的街坊賞月和討論民生議題。王天仁在當年10月9日正式遞交提名參選荔景選區的區議會議席，後來獲編為該選區的1號候選人。王天仁在宣傳單張用上綠色與橙色作為主色調，並採用大膽的顏色與字體，而這與過往建制派長期採用華康體的做法有所不同。《Madame Figaro Hong Kong》形容如此的設計容易識別，除了有美化的作用外，還讓街外人有一個鮮明印象，會願意看下去。王天仁終以2836票擊敗時任區議員周奕希的2670票而當選。
| 政党   | 政党     | 候选人    | 票数  | %     | ±      |
| ------ | -------- | --------- | ----- | ----- | ------ |
|        | 葵青傳承 | ①. 王天仁 | 2,836 | 51.51 | 不適用 |
|        | 無黨派   | ②. 周奕希 | 2,670 | 48.49 | 不適用 |
| 多数票 | 多数票   | 多数票    | 166   | 3.01  | 不適用 |

### 上任區議員與辭職
王天仁在上任區議員後出任葵青區議會康樂及文化委員會主席。王天仁是2020年5月25日香港藝術文化工作者反對中华人民共和国全国人民代表大会通過《中華人民共和國香港特別行政區維護國家安全法》聯署聲明的參與者之一。香港民主派初選大搜捕事件發生後，47名被控「串謀顛覆國家政權」罪者於2021年3月1日被帶至西九龍裁判法院提堂，當日數百人聚集於法院外高舉橫幅並高呼口號進行抗議，而王天仁在當日亦在場等候出席聆訊聽證會，但在等候若干小時後仍無果。由於香港政府以《中華人民共和國香港特別行政區維護國家安全法》要求區議員宣誓擁護《香港基本法》並效忠香港特別行政區，王天仁於2021年7月9日辭去其議席，當日亦為其區議員辦事處最後一天運作。王天仁表示在卸任區議員後會重投藝術和教育方面的工作。

## 個人生活
王天仁在2000年代結婚，並定居荔景，育有一個女兒。

## 其他參考資料

### Podcast
- 香港電台 Podcast One. . 香港電台 (). 2014-12-28  [2020-01-13]. （原始内容存档于2020-01-13）.
- 香港電台 Podcast One. . 香港電台 (). 2019-06-18  [2020-01-13]. （原始内容存档于2020-01-13）.

### 其他網站
- . 藝遊鄰里計劃III. 康樂及文化事務署. 2006  [2020-01-11]. （原始内容存档于2016-01-09）.
- Wong, Daisy. . ELLE. 2009-07-07  [2020-01-13]. （原始内容存档于2020-01-11）.
- 周美好. . 香港經濟日報. 2011-11-19  [2020-01-13]. （原始内容存档于2020-01-14）.
- . 香港政府新聞網 (新闻稿). 2013-05-11  [2020-01-13]. （原始内容存档于2020-01-14）.
- . 信和集團 (新闻稿). 2014-09-07  [2020-01-13]. （原始内容存档于2020-01-14）.
- . K11. 2015-08-04  [2020-01-13]. （原始内容存档于2020-01-11）.
- . 國立臺灣大學藝文中心. 2016  [2020-01-13]. （原始内容存档于2020-01-13）.
- . 大館. 2019  [2020-01-11]. （原始内容存档于2020-01-11）.
- . 西九文化區. 2021-08-02  [2023-01-04]. （原始内容存档于2023-01-04）.
- (PDF). 西九文化區. 2021  [2023-01-04]. （原始内容存档 (PDF)于2023-01-04）.

## 外部連結
- 王天仁的個人網站（页面存档备份，存于）
- 王天仁的Facebook專頁
- 葵青區議會 - 葵青區議會議員資料 王天仁先生（页面存档备份，存于）

### 社論
- . 藝頻.   [2020-01-13]. （原始内容存档于2017-06-24）.
- . 立場新聞.   [2020-01-13]. （原始内容存档于2020-01-08）.

| 議會席位      | 議會席位                                            | 議會席位 |
| ------------- | --------------------------------------------------- | -------- |
| 前任： 周奕希 | 葵青區議會 荔景選區區議員 2020年1月1日—2021年7月9日 | 空缺     |